# Novoszibirszki-víztározó
A Novoszibirszki-víztározót (Новосибирское водохранилище, a hétköznapi oroszban Обское море – Obi tenger) 1950-1959-ben hozták létre egy gát megépítésével, ami a novoszibirszki erőművet látja el vízienergiával.
A mesterséges tó létrehozásakor teljességgel felszámolták Berdszk városának történelmi központját és a Novoszibirszki terület egynéhány falvát.
Az Ob és a beleömlő Bergy duzzasztásával keletkezett, 170 kilométer hosszú, 2 és 20 kilométer között változó szélességű víztározó környezetében átalakította a természetet, változott az állat- és növényvilág, ugyanakkor a kirándulók, nyáron a strandolók tömegeit vonzza.
|  |  |

## Gazdasági jelentősége
A víztározó táplálja a vízierőművet energiával, ellátja környezetének vízigényét, a megteremtette a halászatot. Ugyanakkor a halak gyakran fertőzöttek parazitákkal, ezért étkezésre alkalmatlanok.
A tó környezetében aktív turizmus fejlődött ki. Az Akadémiai város mellett népszerű strandok vannak, a tavon elterjed a vitorlázás és jelentős vitorlásversenyeket is rendeznek.